# Christine Galard
Christine Galard (Algeri, 7 aprile 1962) è un'ex cestista francese.

## Carriera
Con la Francia ha disputato i Campionati del mondo del 1979.